# Barry Mealand
Barry Mealand (Londres, 24 de enero de 1943 - Londres, 4 de abril de 2013) fue un jugador de fútbol profesional inglés que jugaba en la demarcación de defensa lateral.

## Biografía
Barry Mealand debutó como jugador de fútbol profesional en 1959 a la edad de 16 años en las filas del Fulham FC Academy, equipo filial del Fulham FC. Tras dos años subió al primer equipo en octubre de 1961 contra el Aston Villa FC, jugando un total de siete temporadas, siendo el partido en mayo de 1968 contra el Everton FC con un resultado de 5-1. Posteriormente fue traspasado al Rotherham United FC por £7,000 durante dos temporadas haciendo un total de 35 apariciones en el Craven Cottage hasta su retiro del fútbol profesional en 1970.

## Muerte
Barry Mealand falleció el 4 de abril de 2013 en Londres a la edad de 70 años.

## Clubes
| Club                | País       | Año         |
| ------------------- | ---------- | ----------- |
| Fulham FC Academy   | Inglaterra | 1959 - 1961 |
| Fulham FC           | Inglaterra | 1961 - 1968 |
| Rotherham United FC | Inglaterra | 1968 - 1970 |